# 니엘레보크
니엘레보크(독일어: Nielebock)는 독일 작센안할트주 예리하워랜드현에 위치하였던 옛 자치구이자 마을로, 2010년 1월 1일 행정 구역 개편 과정에 따라 지금의 예리초우가 성립되면서 오늘에 이르고 있다.